# Ingeniería civil en geografía
La Ingeniería Civil en Geografía es una rama de la ingeniería civil que estudia las variables territoriales y ambientales en las distintas etapas de los proyectos ingenieriles o de investigación.  Nació como una respuesta ante las necesidades actuales y futuras que imponen las actividades humanas y productivas sobre el territorio, dando solución a los impactos ambientales, económicos y sociales que éstas generan, apuntando con ello a un desarrollo equilibrado.
El Ingeniero Civil en Geografía es un profesional capaz de aplicar los conocimientos de las matemáticas, ciencias naturales y ambientales, ciencias de la ingeniería, ciencias sociales y las metodologías de diagnóstico, planificación, diseño e implementación de sistemas territoriales que involucran bienes, información, recursos naturales y humanos en su dimensión espacial, para satisfacer cabalmente las necesidades de la sociedad y el mejoramiento de la calidad de vida, considerando las exigencias medio ambientales, económicas, tecnológicas, sociales y de calidad.
Asimismo, el Ingeniero Civil en Geografía utiliza los conocimientos de las ciencias económicas, ciencias de administración, monitoreo y gestión, obtenidos por el estudio y la experiencia, en forma creativa y metódica a la supervisión, control y optimización de variables y procesos ambientales y territoriales.
Actualmente la carrera es impartida en el Departamento de Ingeniería Geográfica, Facultad de Ingeniería de la Universidad de Santiago de Chile, siendo ésta la única institución que la imparte en dicho país, pero teniendo referentes en Sudamérica, Europa y Norteamérica.

## Historia de la Ingeniería Civil en Geografía en Chile
La ingeniería en Chile comienza oficialmente con el decreto emitido por el Departamento de justicia, culto e instrucción pública el 7 de diciembre de 1853, el cual incluye el “Plan de estudios de la Facultad de Ciencias Físicas y Matemáticas de la Universidad de Chile ”, cuyo primer artículo define lo siguiente:
"Artículo primero. En la Facultad de Ciencias Físicas y Matemáticas de la Universidad de Chile se enseñará los ramos de estudios necesarios para formar Ingenieros Civiles, Ingenieros de minas, Ingenieros Geógrafos, Ensayadores generales y Arquitectos."
Entre las materias que debían estudiar quienes aspiran a obtener dicho título de ingeniero geógrafo figuraban: Álgebra superior, trigonometría esférica, geometría de las tres dimensiones, geometrías descriptivas con sus aplicaciones a la teoría de las sombras y de la perspectiva, física superior, química general, cálculo diferencial e integral, topografía y geodesia, principios de mecánica y nociones de astronomía.
En 1898 la ya creada escuela de Ingeniería de la Universidad de Chile acuerda aumentar los años de estudio a cinco y reducir las carreras a dos: Ingeniería Civil e Ingeniería en minas. Con esto se cierra momentáneamente la especialidad de ingeniería geográfica en Chile.
El Departamento de Ingeniería Geográfica tiene sus orígenes, en la Escuela Vespertina de Construcción y Topografía, de la Dirección General de Educación Agrícola Comercial y Técnica dependiente del Ministerio de Educación Pública. Por Ley N° 12848 esta escuela es traspasada a la Universidad Técnica del Estado, lo cual es publicado en el diario oficial N° 23.948 del 17 de enero de 1958 Con fecha 3 de abril de 1962 y por decreto universitario N° 172 se crea el Curso Especial de Topografía entregándose el Diploma de Niveladores, con una duración de un año. El 1° de diciembre de 1964 se amplia en un año más entregándose el título de Técnico topógrafos. Con fecha 16 de agosto de 1965 se aprueba un nuevo plan de estudio para la carrera de Técnico Topógrafo esta vez con una duración de tres años mediante el decreto N° 358.
El rápido avance en las Ciencias y la Tecnología introducen nuevos elementos en el campo de la Geociencia y aceptando este desafío, la Universidad Técnica del Estado en su decreto N° 1167 crea la especialidad de Ingeniería Civil en Geografía el 31 de diciembre de 1982. La carrera será conducente, además, al grado académico de Licenciado en Ciencias de la Ingeniería y al título profesional de Ingeniero Civil en Geografía.
El año 2003 la carrera de Ingeniería Civil en Geografía es reconocida por el Colegio de Ingenieros de Chile como una especialidad más de la ingeniería civil, bajo el argumento que “la especialidad Ingeniería Civil en geografía corresponde a una mención más de la ingeniería civil, que se ha estructurado como una mención independiente y cuyas funciones se encuentran actualmente desarrolladas por las diversas especialidades de la ingeniería civil”.
En el año 2004, la carrera comienza su proceso de acreditación ante la Comisión Nacional de Acreditación de Pregrado (CNAP), dependiente del Ministerio de Educación. El 5 de junio de 2007 es acreditada oficialmente hasta el 5 de junio de 2011 a través del Acuerdo de Acreditación Nº444 de la mencionada Comisión. En ella se reconoce expresamente el cumplimiento de los objetivos del plan de estudio, la buena calificación de sus egresados y de los académicos, pero también la existencia de una débil difusión de la carrera ante el medio. Posteriormente, esta carrera fue sometida a un proceso de re-acreditación a través de Agencia Acredita CI perteneciente al Colegio de Ingenieros de Chile. En esta segunda oportunidad, la CNA acreditó la carrera por 4 años más desde octubre de 2015 hasta el 30 de octubre de 2019.

## Rol del Ingeniero Civil en Geografía
Entre las principales competencias de quienes ejercen la ingeniería civil en geografía se pueden mencionar las siguientes:
- Participar en estudios de impacto ambiental de proyectos de ingeniería.
- Desarrollar métodos y técnicas de evaluación de impacto ambiental.
- Interrelacionar variables ambientales, económicas y sociales, a través de modelos matemáticos.
- Desarrollar y optimizar el uso de tecnologías automatizadas aplicadas al conocimiento y planificación del territorio.
- Desarrollar planes de manejo y monitoreo ambiental.
- Realizar la evaluación económico-ambiental de proyectos, aplicando técnicas de valoración económica.
- Gestionar (planificar, ejecutar y controlar) desde una perspectiva ambiental los proyectos de ingeniería.
- Localizar actividades económicas y residenciales en función de criterios ambientales, económicos y sociales.
- Ordenamiento del territorio en función de las capacidades de acogida o de carga de actividades específicas.
- Racionalización de sistemas de transporte y de distribución.
- Modelamiento de sistemas urbanos y regionales.
- Determinar áreas de mercado de actividades secundarias y de servicios.
- Integrar información territorial en sistemas inteligentes con propósitos de gestión territorial.
- Modelamiento de la dispersión de contaminantes, creando nuevos modelos de dispersión de contaminantes en agua, aire y suelo, orientados a la gestión publica y a los procesos de certificación privados.
- Geomática: desarrollo de aplicaciones en plataformas SIG para apoyar distintos tipos de análisis y tomas de decisión, a través de procesamiento de imágenes satelitales, posicionamiento en tiempo real, georreferenciación, etc.

De esta forma, los poco más de 200 titulados de la carrera que existían hasta junio del 2010 se han desarrollado profesionalmente en dos líneas principales: La Gestión Socioeconómica del territorio y la Gestión Ambiental del territorio.
La Gestión Socioeconómica del territorio implica la conceptualización, análisis y manejo del sistema de actividades productivas, abordando problemas de distribución, localización, uso de recursos, bajo un enfoque de optimización multiobjetivo. Además se aboca al análisis y diseño de soluciones tendientes a resolver problemas de concentración de población, educación, salud, empleo y pobreza, bajo enfoques teóricos de globalización, desigualdades territoriales, segregaciones y falta de acceso a oportunidades, que se relacionan con el desarrollo sustentable.
La Gestión Ambiental del territorio se orienta a la búsqueda y diseño de soluciones a niveles macro y meso, a través de la modelación y simulación de sistemas ambientales con el fin de evaluar políticas y estrategias de desarrollo sustentable. De esta forma se implementan los elementos tales como el ordenamiento territorial ambiental a nivel comunal o regional, las diferentes alternativas de usos de suelo y sus interacciones, la evaluación ambiental de políticas sectoriales (energía, vivienda, infraestructura, etc.), y las evaluaciones de localización y ambiental de proyectos específicos.

## Malla curricular de la Ingeniería Civil en Geografía
La carrera tiene una duración de 6 años, con un plazo adicional de máximo 2 años para la realización de un trabajo de titulación con el cual se obtiene el título profesional.
Los 2 primeros años están dominados principalmente por cursos de ciencias básicas de la ingeniería, tales como: Cálculo, álgebra, Física, Química, Ecuaciones diferenciales, Electromagnetismo, Termodinámica, Probabilidades y Estadística, entre otros.  Posteriormente predominan los cursos propios de la especialidad, entre los cuales están Geomática, Fotogrametría, Percepción Remota, Geografía, Climatología, Geodemografía, Ingeniería de Transporte, Economía Ambiental, Calidad del Aire, Calidad del Agua, Evaluación de Impacto ambiental, entre varios otros.  Además, existen cursos de economía, finanzas, gestión y administración de empresas.